# 利波韋 (聶伯彼得羅夫斯克州)
48°42′49″N 33°49′13″E / 48.71361°N 33.82028°E
利波韋（烏克蘭語：Липове）是烏克蘭的村落，位於該國中部第聶伯羅彼得羅夫斯克州，由卡姆揚斯凱區負責管轄，距離卡捷琳尼夫卡1.5公里，海拔高度165米，2001年人口188。